# Аргел
Аргел (вірм. Արգել, раніше Русакерт вірм. Լուսակերտ) — село в марзі Котайк, у центрі Вірменії.